# Radio de válvulas

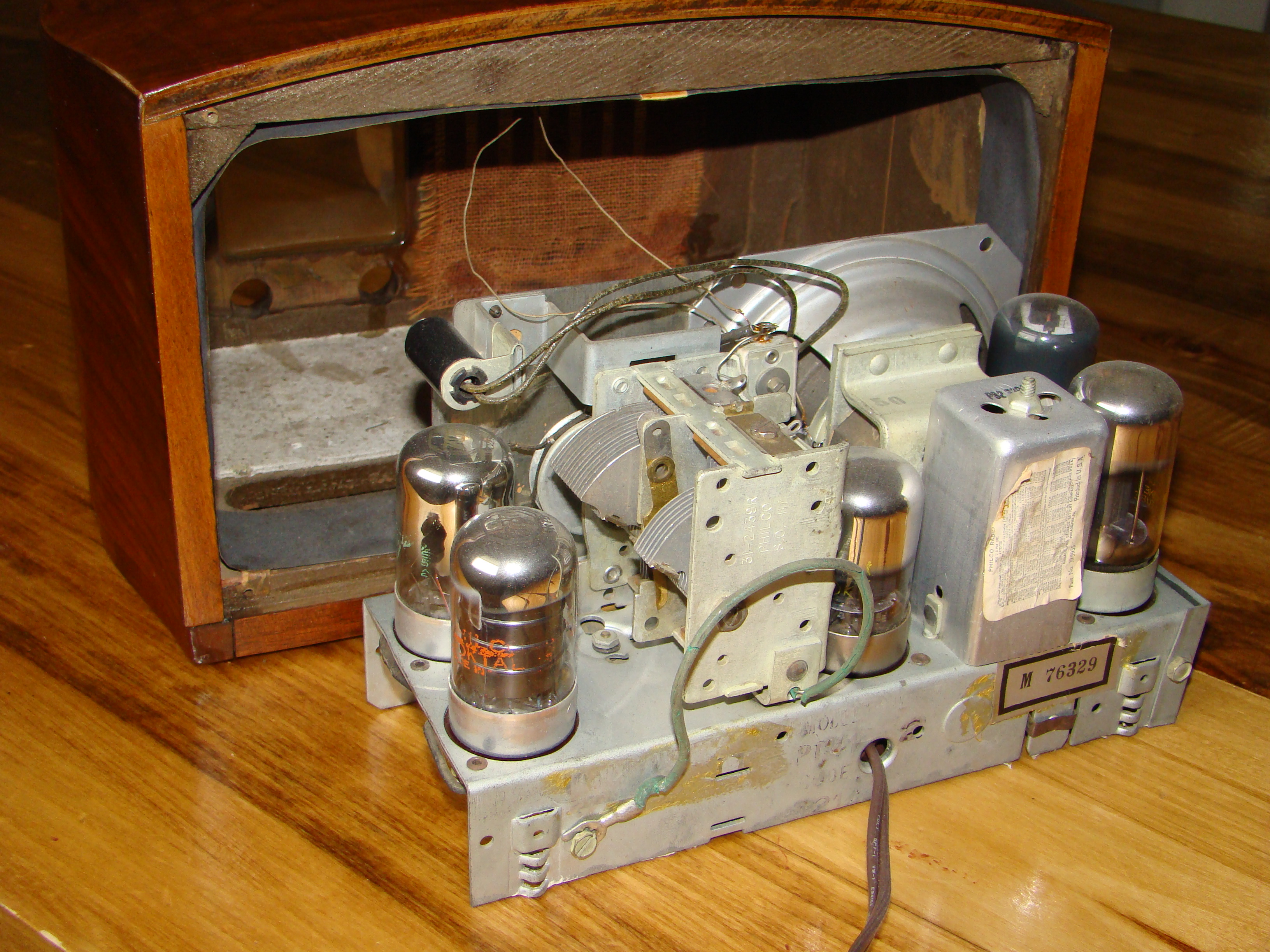
Interior de una radio de válvulas Philco.

La radio de válvulas son receptores que se fabricaron después de la radio de galena. El empleo de la válvula triodo y sus posteriores evoluciones permitieron mejorar los receptores de radio y durante mucho tiempo se utilizaron las válvulas en todas las radios hasta que se inventó el transistor. Al principio, estas radios solo sintonizaban AM, OL y OC, pero más tarde se mejoraron para que pudiesen sintonizar la banda de FM, sin embargo, las radios a válvulas con FM son relativamente más modernas y no se fabricaron tantas debido a que cuando se mejoraron el transistor ya estaba ganando popularidad frente a las válvulas.
Se fabricaron distintos circuitos para las radios a válvulas, siendo el más popular el superheterodino. Otros tipos de circuitos son:

## Circuito regenerativo

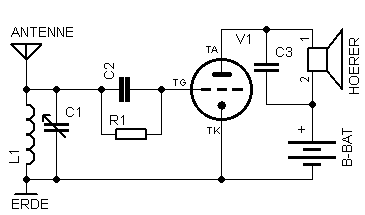
Circuito básico de un detector por reja con una válvula tipo triodo con alimentación mediante baterías. Con el añadido de una bobina de reacción se mejoró este tipo de receptor naciendo así el receptor regenerativo.

En este tipo de circuito, una válvula oscila a la frecuencia que se quiere recibir, la señal se amplifica y mediante un bobinado llamado de reacción, la señal era realimentada de nuevo a la bobina de sintonía, consiguiendo así un aumento de la selectividad y sensibilidad del receptor. Sus desventajas son que necesitan un ajuste para evitar la realimentación excesiva de la señal, que se emitiría al bobinado de antena produciendo interferencias con otros receptores cercanos. Dependiendo de la calidad que quiera darse al receptor, después de detectada la señal por la válvula osciladora, se pasa a un amplificador de BF, compuesto de una o varias válvulas, con el que se consigue aumentar el nivel de sonido para ser emitido por un altavoz en vez de tener que escuchar el receptor por auriculares.

## Circuito de radio frecuencia sintonizada (RFS)

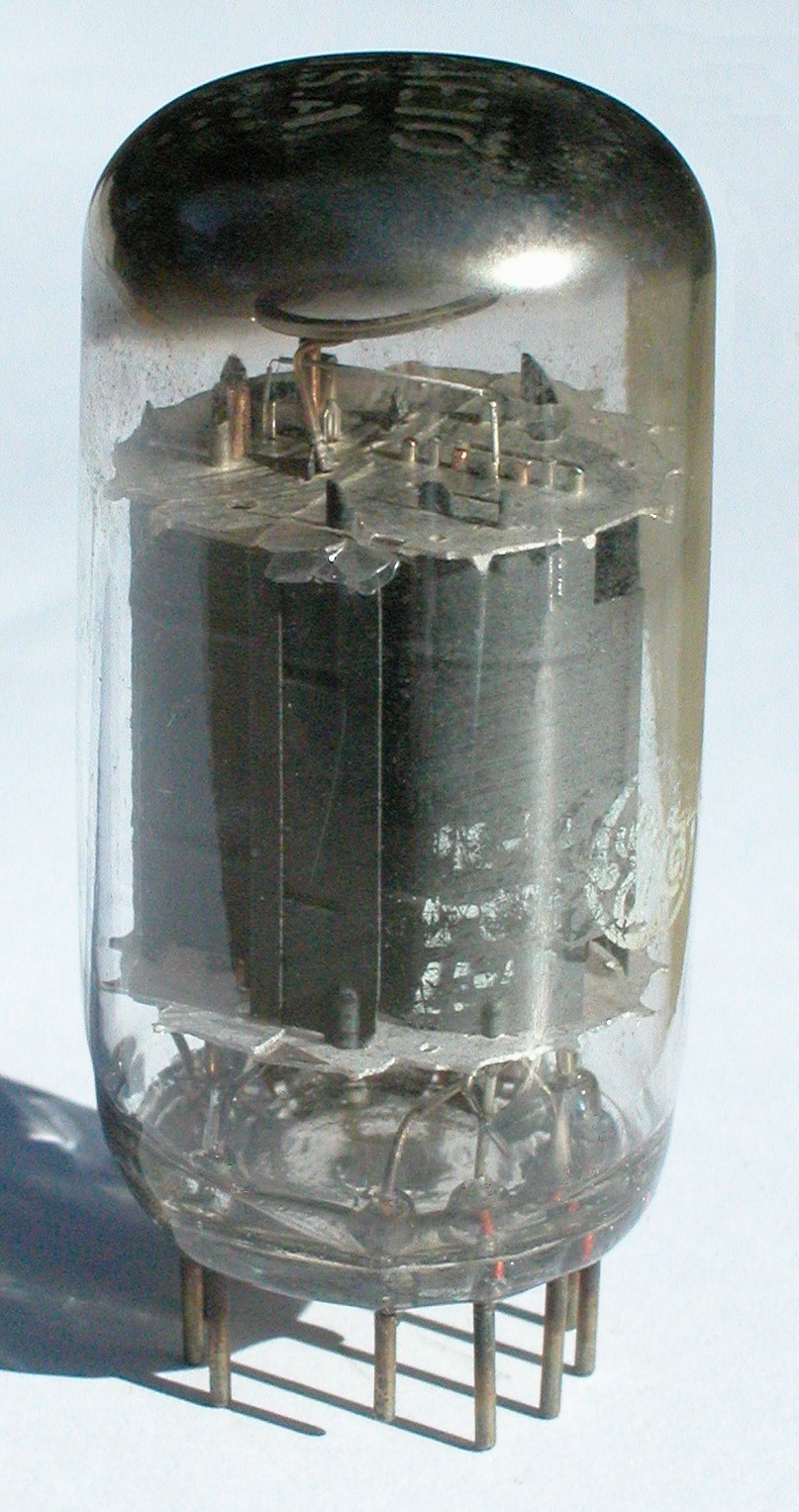
Una válvula termoiónica del tipo pentodo.

En este circuito, la señal que se desea recibir, es amplificada varias veces mediante varias válvulas, lo que hace que se obtenga una buena selectividad y sensibilidad. Sin embargo, se requieren muchas válvulas para amplificar la señal lo máximo posible, y también se necesita un condensador variable de tantas secciones como etapas amplificadoras se necesiten. Para que funcione correctamente todas las etapas amplificadoras tienen que estar alineadas, ya que si no una etapa puede amplificar una frecuencia y otra etapa amplificar una frecuencia distinta, provocando que el receptor no funcione adecuadamente.

## Circuito superheterodino

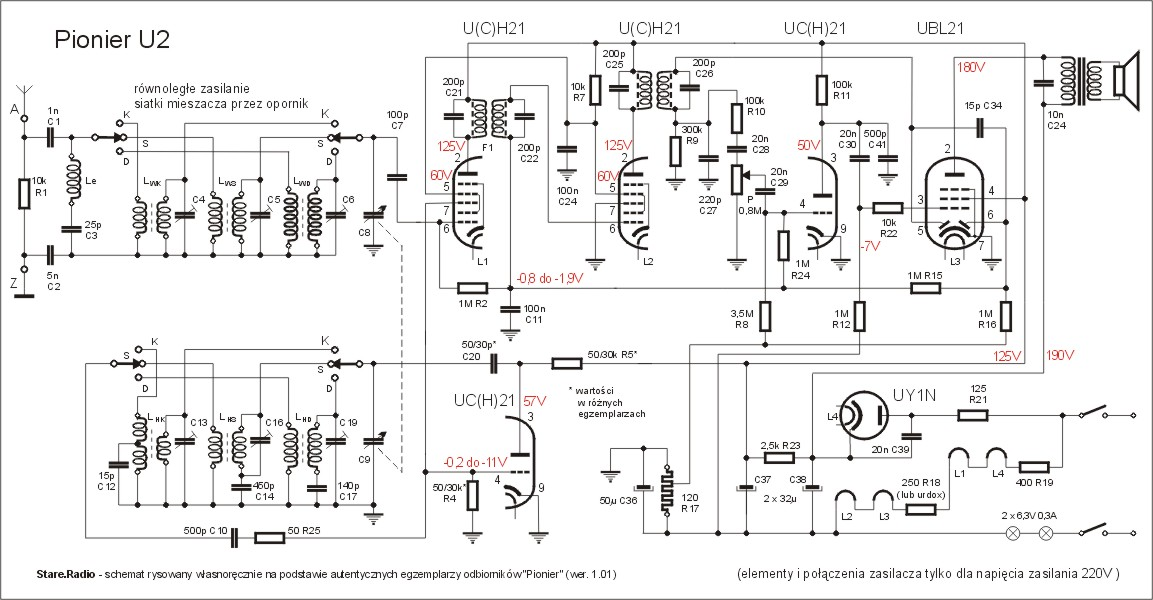
Circuito de un receptor superheterodino de 3 válvulas loctáles y 1 octal (UCH21, UCH21, UBL21, UY1N) tipo universal.

Es el que mejor selectividad y sensibilidad da de todos. Su funcionamiento se basa en lo siguiente: Un condensador variable tandem sintoniza la frecuencia de recepción y a la vez también selecciona una frecuencia en un circuito denominado oscilador local. Luego, una válvula (típicamente un hexodo) mezcla la señal de antena con la del oscilador local, y la envía a un conjunto de filtros denominados de Frecuencia Intermedia (FI) con un valor fijo preajustado, típicamente de 455 kHz para AM y unos 10,7 MHz para FM. Una válvula amplifica la señal del primer transformador de FI, y la envía al segundo. Tras eso se pasa la señal al detector y posteriormente al amplificador de BF.

## Alimentación de los receptores
Los receptores de radio de válvulas pueden alimentarse de baterías o de la red. Los que se alimentan de baterías suelen necesitar dos baterías distintas, una para alta tensión de placa (que puede llegar hasta 90 V), y otra para la alimentación de filamentos (que normalmente es de 1,5 V). También en las más viejas se puede necesitar otra pila que suministre un voltaje negativo para las válvulas. Las radios que se conectan a la red suelen tener una alimentación de unos 125 V o 220 V. Dependiendo de si llevan transformador de alimentación o no, se llaman radios universales a las que no tienen este transformador, pudiendo así funcionar tanto en Corriente Continua como en Corriente alterna, pero con el inconveniente de que un polo está conectado al chasis. Si el chasis se toca puede dar una descarga eléctrica fatal que incluso puede llegar a la muerte.

## Las radios de válvulas hoy en día
Estas radios han sido superadas por las radios que utilizan transistores, ya que estas son más pequeñas y más eficientes que las de válvulas. Sin embargo, todavía hay coleccionistas que buscan radios y las restauran o reparan. También hay gente que incluso fabrican ellos mismos radios de válvulas con piezas de hoy en día (DIY). Aunque en este caso, las piezas pueden llegar a ser complicadas de encontrar y algunas se puede recurrir a fabricarlas ellos mismos, como el condensador variable o las bobinas que utilice el receptor.